# Romuald Simó i Costa
Romuald Simó i Costa (el Bruc, Anoia, 1880 - Montserrat, Monistrol de Montserrat, Bages, 1928) va ser un eclesiàstic català, prior de Montserrat i procurador general de la congregació benedictina.
Professà a Montserrat el 1897 i fou ordenat de sacerdot el 1903. Viatjà a Roma, on es va doctorar en teologia el 1906, i després va retornar a Montserrat, on exercí com a professor de teologia i filosofia, i també com a censor d'ofici del bisbat de Barcelona el 1912 i confessor extraordinari del bisbat. Fou redactor i després director de la Revista Vida Cristiana, i des de desembre de 1915, director de la Revista Montserratina, substituint a Ramón Colomé (1875-1922). Anteriorment, havia estat redactor i el seu sotsdirector. Entre els anys 1913 i 1917 fou prior de Montserrat, i després del Santuari de Nuestra Señora d'El Pueyo, a l'Aragó, fins al 1918, en què fou cridat a Roma com a vicedirector del Pontificio Ateneo Anselmiano. El 1923 era procurador general de la Congregació Casinense, de l'Orde de Sant Benet, i el 1924 fou escollit abat general d'aquesta Congregació.